# Mari Aldon
Mari Aldon, właśc. Aldona Pauliutė (ur. 17 listopada 1925 w Taurogach, zm. 31 października 2004 w Las Vegas) – litewsko-amerykańska tancerka baletowa oraz aktorka filmowa i telewizyjna.

## Życiorys
Mari Aldon urodziła się w Taurogach jako Aldona Pauliutė. Jej ojciec był policjantem, a matka pielęgniarką. Początkowo rodzina mieszkała w Skaudwilach, dopiero później przeprowadziła się do Taurogów. Tuż przed II wojną światową, w wieku trzynastu lat, razem z rodzicami wyemigrowała do Kanady. W Toronto kształciła się jako tancerka baletowa. W wieku 21 lat przeprowadziła się do Hollywood. Zadebiutowała na ekranie w 1946, w niewielkiej roli w filmie The Locket. Najbardziej znaczącym jej występem była rola u boku Gary’ego Coopera w 1951 w filmie Odległe bębny. W 1953 poślubiła w Londynie hollywoodzkiego reżysera filmowego Taya Garnetta (mąż był od niej starszy o 32 lata). 25 października 1955 urodziła w Los Angeles córkę Tielę. 17 stycznia 1958 uzyskała obywatelstwo amerykańskie. Zmarła 31 października 2004 w wieku 78 lat jako Mari Aldon Garnett, pozostawiając po sobie córkę – Tielę Garnett; wnuka – Taylora Benatsou oraz prawnuczkę – Chloe Fazio. 
W latach 50. zagrała drugoplanowe role m.in. w Bosonogiej Contessie i Urlopie w Wenecji z Katharine Hepburn w roli głównej. W 1968 wystąpiła w Tylko ją kochaj z udziałem Elvisa Presleya. W ciągu 20 lat kariery zagrała w około 40 produkcjach, głównie w filmach telewizyjnych. W 1970 rozwiodła się z Tayem Garnettem.

## Filmografia
Opracowano na podstawie materiałów źródłowych:
```

```

- 1946: The Locket
- 1947: Wieczna Amber
- 1948: Zemsta kobiety
- 1951: Odległe bębny
- 1951: The Tanks Are Coming
- 1951: Tomorrow Is Another Day
- 1951: Inside the Walls of Folsom Prison
- 1952: This Woman Is Dangerous
- 1952: Gruen Guild Playhouse
- 1952: The Schaefer Century Theatre
- 1952: The Unexpected
- 1952: My Hero
- 1953: Tangier Incident
- 1953: Biff Baker, U.S.A.
- 1953: The Ford Television Theatre
- 1953: Footlights Theater
- 1953: BBC Sunday-Night Theatre
- 1954: Bosonoga Contessa
- 1954: Race for Life
- 1955: Urlop w Wenecji
- 1957: The Millionaire
- 1958: Sea Hunt
- 1958: Meet McGraw
- 1958: Studio 57
- 1958: Perry Mason
- 1958: Frances Farmer Presents
- 1958: Colgate Theatre
- 1958: Tales of Wells Fargo
- 1959: Yancy Derringer
- 1959: Mike Hammer
- 1959: Lux Playhouse
- 1959: General Electric Theater
- 1959: Wagon Train
- 1959: Bachelor Father
- 1960: Shotgun Slade
- 1960: The Deputy
- 1960: Laramie
- 1960: Tightrope
- 1960: The Man from Blackhawk
- 1960: Coronado 9
- 1960: Shotgun Slade
- 1960: The Deputy
- 1961: Michael Shayne
- 1961: Ichabod and Me
- 1962: Alcoa Premiere
- 1966: Bonanza
- 1968: Tylko ją kochaj